# Florence (Dakota Południowa)
Florence – miasto w Stanach Zjednoczonych, w stanie Dakota Południowa, w hrabstwie Codington.